# 파키스탄의 번왕국
파키스탄의 번왕국은 1947년 파키스탄의 독립 이래 1974년까지 파키스탄에 있었던 번왕국들을 말한다.
파키스탄이 1947년 8월 15일 독립하였을 당시, 파키스탄에는 13개의 번왕국이 있었다. 다만, 동파키스탄(현재의 방글라데시)에는 번왕국이 없었고, 13개의 번왕국은 모두 서파키스탄에 있었다.
다음은 파키스탄의 번왕국 목록이다.
| 국기 | 국명                    | 수도               | 면적       | 언어                             | 성립   | 마지막 군주                    | 폐지된 날짜      |
|      | 암브 (Amb)              | 다르반드 (Darband) | 585 km3    | 힌두코 어, 파슈토어              | 19세기 | 나와브 살라후딘 칸             | 1969년 7월 28일  |
|      | 바하왈푸르 (Bahawalpur) | 바하왈푸르         | 45,911 km2 | 사라이키 어, 펀자브어, 우르두어  | 1690년 | 사데크 모하메드 칸 5세         | 1955년 10월 14일 |
|      | 치트랄 (Chitral)        | 치트랄             | 14,850 km2 | 페르시아어(공용), 코와르어       | 1585년 | 모하메드 사이프 울-물크 나시르 | 1969년 7월 28일  |
|      | 디르 (Dir)              | 디르               | 5,282 km2  | 페르시아어, 파슈토어(일상어)     | 1863년 | 무하마드 샤 코스루 칸          | 1969년 7월 28일  |
|      | 훈자 (Hunza)            | 발티트             | 10,101 km2 | 부루샤스키 어, 와키 어           | 15세기 | 모하마드 자말 칸               | 1969년 7월 28일  |
|      | 칼라트 (Kalat)          | 칼라트             | 91,909 km2 | 페르시아어, 발루치어             | 1638년 | 아흐마드 야르 칸               | 1955년 10월 14일 |
|      | 카이르푸르 (khairpur)   | 카이르푸르         | 15,730 km2 | 신드어, 사라이키어               | 1775년 | 조지 알리 무라드 칸            | 1955년 10월 14일 |
|      | 카란 (Kharan)           | 카란               | 48,051 km2 | 발루치어, 브라후이어, 페르시아어 | 1697년 | 하비불라 칸                    | 1955년 10월 14일 |
|      | 라스벨라 (Las Bela)     | 라스벨라           | 18,254 km2 | 신드어, 발루치어                 | 1795년 | 굴람 카디르 칸                 | 1955년 10월 14일 |
|      | 마크란 (Makran)         | 케흐 (투르바트)    | 54,000 km2 | 페르시아어, 발루치어             | 18세기 | 바이 칸 발로치 기치키          | 1955년 10월 14일 |
|      | 나가르 (Nagar)          | 나가르             | 5,000 km2  | 부루샤스키어, 시나어             | 14세기 | 샤우카트 알리 칸               | 1974년 9월 25일  |
|      | 풀라 (Phulra)           | 풀라               | 94 km2     | 힌드코 어                        | 1828년 | 아타 무하메드 칸               | 1950년           |
|      | 스와트 (Swat)           | 사이두 샤리프      | 8,250 km2  | 코와르어 (일상적)                | 1849년 | 미앙굴 압둘 하크 자한 젭       | 1969년 7월 28일  |

## 폐지 경과
각 번왕국은 다음과 같은 과정을 거쳐 폐지되었다.
- 풀라 번왕국 - 1950년 폐지, 카이베르파크툰크와 주에 편입.
- 바하왈푸르, 칼라트, 카이르푸르, 카란, 라스 벨라, 마크란 번왕국 - 1955년 10월 14일 폐지.
- 암브, 치트랄, 디르, 훈자, 스와트 번왕국 - 1969년 7월 28일 폐지되어 카이베르파크툰크와 주에 편입.
- 나가르 번왕국 - 1974년 9월 25일 폐지되어 카이베르파크툰크와 주에 편입.

## 같이 보기
- 인도 번왕국